# Hacking (Gemeinden Enzenkirchen, Sigharting)
Hacking ist eine Ortschaft der Gemeinde Enzenkirchen und der Gemeinde Sigharting in Oberösterreich.
Der Weiler liegt unmittelbar westlich von Enzenkirchen am Hackinger Bach und besteht aus einigen Gehöften bei Enzenkirchen und weiteren Gehöften in einiger Entfernung davon, die sich bereits im Gemeindegebiet von Sigharting befinden, wo sie ebenso eine eigene Ortschaft bilden, die auch Loh genannt wird. Am 1. Jänner 2024 wohnten im Teil von Enzenkirchen 26 Personen und im Teil von Sigharting 14 Personen, zusammen macht das 40 Einwohner.